# Bene Vagienna
Bene Vagienna (latin: Augusta Bagiennorum) är en kommun i provinsen Cuneo, i regionen Piemonte.  Kommunen hade 3 665 invånare (2018) och gränsar till kommunerna Carrù, Fossano, Lequio Tanaro, Magliano Alpi, Narzole, Piozzo, Salmour samt Trinità.